# IC 3990
IC 3990  ist eine linsenförmige Galaxie vom Hubble-Typ S0-a im Sternbild Haar der Berenike am Nordsternhimmel. Sie ist schätzungsweise 274 Millionen Lichtjahre von der Milchstraße entfernt.
Das Objekt wurde am 6. Juni 1896 von Stéphane Javelle entdeckt.